# Fullereni
I fullereni costituiscono una classe di sostanze allotrope molecolari del carbonio. Le molecole di fullerene, costituite interamente di carbonio, assumono una forma simile a una sfera cava, a un ellissoide o a un tubolare. I fullereni di forma simile a una sfera o a un ellissoide sono chiamati buckyball mentre quelli di forma tubolare sono chiamati buckytube o nanotubi di carbonio.
I fullereni sono strutturalmente simili alla grafite costituita di anelli esagonali collegati tra loro su un piano, ma si differenziano per alcuni anelli di forma pentagonale o a volte ettagonale che impediscono una struttura planare. La struttura planare, costituita esclusivamente da anelli esagonali, è invece detta grafene. Il più piccolo e il più diffuso fullerene in cui nessuna coppia di pentagoni condivide un bordo, poiché questa condivisione risulterebbe destabilizzante, è il buckminsterfullerene. La struttura del buckminsterfullerene è quella di un icosaedro troncato costituito da esagoni e pentagoni, come un pallone da calcio, ai cui vertici si trova un atomo di carbonio e i cui bordi rappresentano i legami. Il nome di questo fullerene fa riferimento alla somiglianza con le cupole geodetiche predilette dall'architetto Richard Buckminster Fuller.
Un nanotubo di carbonio single-walled (a parete singola) polimerizzato (P-SWNT) è una sostanza costituita da fullereni polimerizzati in cui gli atomi di carbonio di buckytube diversi sono legati tra di loro. Alcune molecole di fullerene sono piuttosto stabili a temperatura e pressione ambiente, nonostante siano energeticamente sfavorite rispetto ad altri allotropi del carbonio quali la grafite e il diamante. La definizione di stabilità non può essere attribuita a tutta la categoria: alle molecole più stabili, come il C60, si accompagnano una miriade di altre, spesso considerate come "inquinanti" in produzione, a struttura più labile o del tutto instabile. È più corretto definire la stabilità di ogni singolo fullerene.

## Previsioni e scoperte
Fino al tardo XX secolo la grafite e il diamante erano gli unici allotropi conosciuti del carbonio. In seguito, durante gli esperimenti con fasci molecolari, si osservarono molecole contenenti 60, 70 o più atomi di carbonio. Harold Kroto dall'University of Sussex, James Heath, Sean O'Brien, Robert Curl e Richard Smalley dalla Rice University scoprirono il C60 e gli altri fullereni nel 1985. Kroto, Curl e Smalley hanno ricevuto il premio Nobel per la chimica nel 1996 per il loro ruolo nella scoperta di questa categoria di sostanze. Il C60 e altri fullereni furono successivamente notati fuori dai laboratori, per esempio nella fuliggine delle candele. Nel 1991 Donald Huffman e Wolfgang Krätschmer misero a punto delle particolari tecniche che facilitarono la produzione della polvere di fullerene. Il prezzo dei fullereni rimase comunque alto a causa della difficoltà incontrate durante la loro purificazione.
Dal 1999 il fisico austriaco Anton Zeilinger ha cominciato una serie di esperimenti con molecole di fullerene C60 e C70 arrivando a dimostrare sperimentalmente che con queste molecole è possibile l'interferenza quantistica "alla Young". Nell'aprile del 2003 i fullereni sono stati studiati per un loro potenziale uso medicinale, potendo legare specifici antibiotici alla loro struttura per mirare a battere le resistenze dei batteri o perfino per colpire cellule del cancro come il melanoma. Nel 2010, grazie al telescopio spaziale Spitzer della NASA, per la prima volta sono stati individuati fullereni nello spazio. Si ipotizzava la loro presenza nello spazio cosmico sin dagli anni settanta, ma ricerche precedenti avevano fallito nella loro identificazione. Gli scienziati dell'Università del Western Ontario li hanno individuati in una nebulosa planetaria chiamata Tc 1, a 6 500 anni luce dalla Terra.

## Proprietà
A partire dal 2000 sono state indagate le proprietà chimico-fisiche dei fullereni, sia nei laboratori di ricerca puri sia nei laboratori di ricerca applicata. Data la stabilità dei legami simili a quelli della grafite, il fullerene non è molto reattivo e inoltre è ragionevolmente insolubile nella maggioranza dei solventi. I ricercatori hanno potuto aumentare la reattività fissando dei gruppi attivi alla superficie del fullerene. La fullerite non esibisce il fenomeno della "superaromatizzazione": cioè gli elettroni negli anelli esagonali non si delocalizzano all'interno dell'intera molecola. Altri atomi possono essere bloccati all'interno dei fullereni e una recente prova ha datato gli effetti di una meteora alla conclusione del periodo permiano (tarda era paleozoica). Questo fu reso possibile analizzando i gas nobili conservati nella struttura del fullerene.
Dal punto di vista chimico, i fullereni sono specie molto elettronegative e caratterizzate da un elevato grado di insaturazione (tutti gli atomi di carbonio che li compongono sono insaturi). Tra i composti inorganici, particolarmente interessanti sono quelli ottenuti inserendo all'interno della cavità del fullerene (il cui diametro è pari a circa 0,7 nm) ioni dei metalli alcalini, alcalino-terrosi e lantanidi. Questi composti possono essere considerati sali dei fullereni e sono perciò indicati come "fulleruri". In seguito all'aggiunta di tali ioni, le proprietà elettroniche e di conducibilità elettrica del C60, che allo stato puro è un isolante, cambiano drasticamente: il materiale risulta infatti conduttore e addirittura diventa superconduttore al di sotto di una certa temperatura, che dipende dal tipo di metallo aggiunto e dalla sua stechiometria.
In nanotecnologia la resistenza termica e la superconduttività dei fullereni sono alcune delle proprietà più studiate. Per via della forma pressoché sferica della molecola, il Fullerene-C60 viene utilizzato come additivo anti-attrito all'interno degli olii motore dalla Bardahl, nota azienda statunitense produttrice di lubrificanti.

## Produzione dei fullereni
Un metodo tradizionalmente impiegato per produrre i fullereni consiste nella creazione di un arco elettrico a circa 5 300 K con una corrente elevata e bassa tensione, utilizzando elettrodi in grafite in atmosfera inerte (argon) a bassa pressione. Dall'arco il carbonio si raffredda in un residuo fuligginoso da cui possono essere isolati in bassa percentuale i fullereni. Questo sistema è molto costoso, data l'elevata energia che va utilizzata e la bassissima resa in fullereni stabili rispetto ai frammenti e al carbonio amorfo e data l'elevata quantità di solventi organici necessari per isolare i fullereni. Inoltre è necessario che la grafite sia di elevata purezza e di alta conducibilità elettrica, quindi molto costosa. Infine gli apparecchi produttivi non sono "scalabili", ovvero aumentando la dimensione degli elettrodi la resa proporzionale diminuisce.
Recentemente si è realizzato un sistema molto promettente e molto più economico che utilizza pressioni e atmosfere analoghe e come fonte energetica è usata la luce solare concentrata a temperature leggermente inferiori all'arco (circa 3 700 K) su comuni cilindri di grafite. In questo caso l'impianto è risultato maggiormente scalabile e la resa in fullereni noti, soprattutto C60, è superiore; inoltre si usano meno solventi e vi è basso consumo energetico, essendo necessaria solo la poca energia elettrica per i sistemi di controllo. In questo caso inoltre la grafite non deve essere conduttrice o di qualità particolare e quindi è molto meno costosa. Unica prescrizione di rilievo è l'utilizzo di eccellenti sistemi di collimazione della luce, che peraltro già esistono.

## La tossicità dei fullereni
Lalwani et al. hanno pubblicato una revisione completa sulla tossicità del fullerene nel 2013. Questi autori hanno esaminato i lavori sulla tossicità del fullerene dai primi anni '90 a oggi, e concludono che pochissime prove raccolte dalla scoperta dei fullereni indicano che il C60 è tossico. La tossicità di queste nanoparticelle di carbonio non dipende solo dalla dose e dal tempo, ma dipende anche da una serie di altri fattori come:
- tipi (ad es: C60, C70, M@C60, M@C82)
- gruppi funzionali utilizzati per solubilizzare in acqua queste nanoparticelle (ad esempio: OH, COOH)
- metodo di somministrazione (ad esempio: endovenosa, intraperitoneale)

Gli autori raccomandano quindi di valutare la farmacologia di ogni nuovo complesso a base di fullerene o metallofullerene individualmente come un composto diverso.

## I fullereni in matematica
Le strutture molecolari dei fullereni corrispondono a dei poliedri convessi trivalenti con facce esagonali e pentagonali. Il più piccolo fullerene è il C20, che è dodecaedrico e quindi ha solo facce pentagonali. Non ci sono fullereni con 22 vertici. Il numero di fullereni C2n si sviluppa velocemente con l'aumento di n = 12, 13, .. Per esempio ci sono 1 812 fullereni non-isomorfi C60, ma soltanto uno di essi, il buckminsterfullerene, non presenta pentagoni adiacenti.

## I fullereni nell'arte

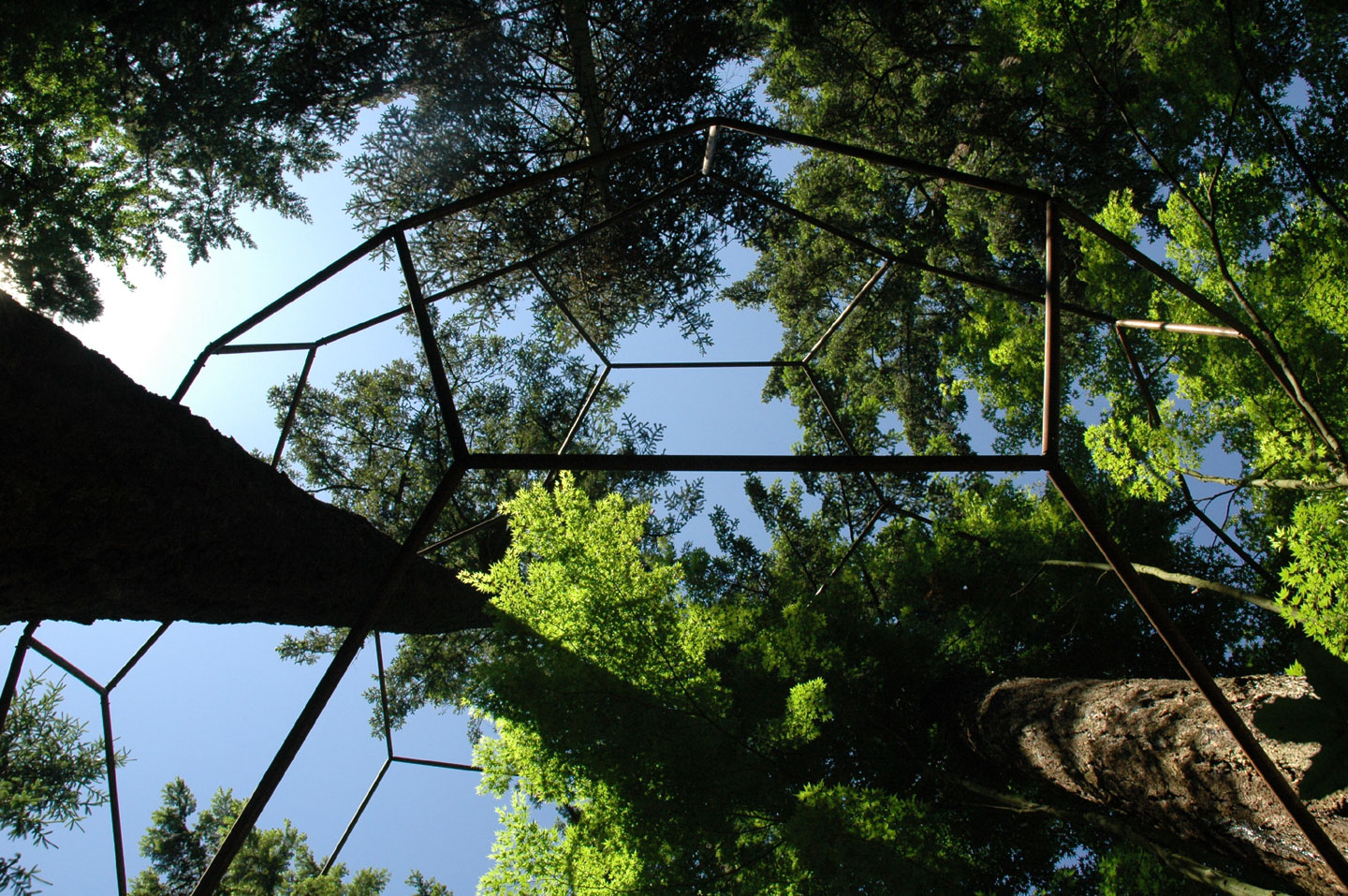
La scultura Realtà Quantistica (Grande Buckyball Intorno ad Alberi) (2007) del diametro di 9 m realizzata dall'ex fisico Julian Voss-Andreae

Julian Voss-Andreae, fisico diventato artista, ha creato svariate sculture che simboleggiano la dualità onda-particella nei buckminsterfullereni. Voss-Andreae ha partecipato alla ricerca che ha dimostrato che anche oggetti grandi come i buckminsterfullereni obbediscono alle leggi peculiari della fisica quantistica. Successivamente Voss-Andreae ha cambiato carriera per diventare un artista a tempo pieno. Da quel momento ha creato oggetti come una struttura in bronzo di 60 cm di diametro chiamata "Quantum Buckyball" (2004) che consiste in quattro buckyball uno dentro l'altro. La sua più grande scultura ispirata a un fullerene è situata nel Tryon Creek State Park in Oregon (USA). "Quantum Reality (Large Buckyball Around Trees)" (2006) è una struttura in acciaio di nove metri di diametro che abbraccia due alberi di acero.
I fullereni sono un elemento ricorrente anche nella fantascienza. Per esempio nel racconto di Stel Pavlou, Il codice di Atlantide (2001) i buckyball, la nanotecnologia e la teoria della complessità vengono usati per creare dei nano-sciami che si uniscono per formare dei golem grandi come uomini. Il C60 è l'elemento base costruttivo della città perduta di Atlantide. Nella serie televisiva Andromeda i fullereni sono un materiale comune usato per costruire oggetti molto resistenti, come lo scafo delle astronavi e le armature per il corpo. Inoltre al posto dei raggi traenti le astronavi usano dei buckycavi per catturare e tirare a sé le altre navi.